# Тјурин (Њујорк)
Тјурин (енгл. Turin) град је у америчкој савезној држави Њујорк.

## Демографија
По попису из 2010. године број становника је 232, што је 31 (-11,8%) становника мање него 2000. године.
| Група             | 2000.       | 2010.       |
| Белци             | 261 (99,2%) | 226 (97,4%) |
| Афроамериканци    | 0 (0,0%)    | 2 (0,9%)    |
| Азијати           | 1 (0,4%)    | 0 (0,0%)    |
| Хиспаноамериканци | 0 (0,0%)    | 4 (1,7%)    |
| Укупно            | 263         | 232         |